# Коверда, Владимир Петрович
Влади́мир Петро́вич Коверда́ (16 сентября 1946, Полевской, Свердловская область — 7 апреля 2025) — советский и российский учёный-физик, доктор физико-математических наук (1987), член-корреспондент РАН (1997); лауреат Государственной премии РФ (1999).

## Биография
Родился 16 сентября 1946 года в городе Полевской Свердловской области в семье служащих.
В 1970 году окончил Уральский политехнический институт. Затем, после окончания аспирантуры, в 1974—1976 годах работал в Ухтинском индустриальном институте.
С 1976 года Коверда работал старшим научным сотрудником отдела физико-технических проблем энергетики УНЦ АН СССР; с 1988 года был заместителем директора по научной работе (отдел ФТПЭ был преобразован в Институт теплофизики УрО РАН), в 1998—2001 годах — его директор, с 2001 года — заведующий лабораторией Института теплофизики УрО РАН. В 1987 году в Институте физики металлов он защитил докторскую диссертацию на тему «Кинетика зарождения кристаллов в жидкостях и аморфных твердых телах».
Автор более 150 печатных работ и монографии «Спонтанная кристаллизация переохлажденных жидкостей» (Москва: Наука, 1984; в соавторстве с академиком В. П. Скриповым).
Скончался 7 апреля 2025 года.